# 逸見友惠
逸見 友惠（へんみ ともえ、4月17日 - ）は、日本の女性ナレーター。山梨県甲府市出身。フリー。

## 出演歴

### テレビ
ナレーション
NHK総合テレビジョン
- あの感動シーンを熱球トーク！
- 歴史迷宮 二人の旅
- 突撃!アッとホーム （レギュラー）
- ドラクロワ 幸せサプライズ

日本テレビ
- ヒルナンデス!（レギュラー）
- 24時間テレビ37まであと一週間！関ジャニのキセキ起こすぞSP！
- 号泣劇場
- みんなのアメカン（レギュラー）
- 笑う!アメカン（レギュラー)

テレビ朝日
- 世界水泳 ロシア・カザン2015
- 麻薬Gメン ドラッグハンター2015
- 池上彰が伝える2020五輪開催地決定スペシャル
- ソチオリンピック2014
- フィギュアグランプリシリーズ2013
- チリ！チリ！バナナ（レギュラー)
- フィギュアグランプリシリーズ2012
- ロンドンオリンピック2012
- 大人のバナナ（レギュラー）
- 世界フィギュアスケート国別対抗戦2012

TBSテレビ
- EARTH Lab-次の100年を考える-（レギュラー）
- S☆1（レギュラー）
- バレーボールリオ五輪世界最終予選５月開幕
- エースをねらえ！
- 夏サカス食の祭典スペシャル
- 女子バレーワールドグランプリ2015
- 世界のどっかにホウチ民（レギュラー）
- キスマイハンドレッド
- 東京VS46道府県
- ホリさまぁ〜ず（レギュラー）
- アシタスイッチ（レギュラー）

フジテレビ
- はいあがれ！ひとり芸人いよいよ明日R-1ぐらんぷり2016

テレビ東京
- Crossroad
- TVチャンピオン レゴブロック王選手権お正月SP
- ABChanZoo

BS-TBS
- 街ブラ探検隊！
- 全日本女子サッカーU-15選手権

BS朝日
- 天空の村と巨大遺跡に隠されたインカ帝国の謎 南米ペルー 標高4800mの秘境を行く！
- SPORTS GRAPHICS〜知られざる競技の世界〜

BSJAPAN
- 夫婦でありがとう

WOWOW
- 震災から5年〜プリンセスプリンセスが繋ぐ笑顔の絆

### CM
- 無印良品「麻」
- スナック西原 おんなのけものみち
- ユニクロルームハーフパンツ（ユニクロ）
- 八日目の蝉 劇場予告

### VP
- PanaHome

### その他コンテンツ
- ヘレン・シャルフベックー魂のまなざし(東京藝術大学大学美術館)
- TBS-MBS系全国ネット ドラマ「リセット」予告ムービー